# Robert Ervin Howard
Robert Ervin Howard (Peaster, Texas, 1906 - Cross Plains, Texas, 1936) fou un autor estatunidenc que escrigué ficció pulp en diversos rangs de gèneres. Més conegut pel seu personatge Conan el Bàrbar, se'l considera com el pare del subgènere d'espasa i bruixeria. Va formar part dels autors del "cercle de Lovecraft".
Howard va néixer i créixer a l'estat de Texas. Passà el major temps de la seva vida en el poble de Cross Plains estant una mica de temps al proper Brownwood. Infant estudiós i intel·lectual, era també un fan de boxa i va passar algun temps en la seva adolescència fent culturisme, amb el temps d'assumir la boxa amateur en si mateixa. Des dels nou anys somiava a ser un escriptor de la ficció èpica, però no va tenir un veritable èxit fins que va tenir vint-i-tres anys. Se li publicà en una àmplia selecció de revistes, diaris i periòdics, però la seva principal eixida fou la revista pulp Weird Tales.
Patrick Mac Conaire s'utilitzà en una ocasió per la història "Ghost in the Doorway". Steve Costigan fou el nom que utilitzà per si mateix a la semi-autobiografia Post Oaks & Sand Roughs. Patrick Ervin fou un pseudònim ocasional, especialment per les històries de Dennis Dorgan. Patrick Howard fou un àlies utilitzat en alguna de les poesies. Sam Walser s'utilitzà en històries de Wild Bill Clanton. Com en algunes revistes pulp s'utilitzaren noms familiars, especialment quan s'imprimiren de nou treballs antics, Howard també fou anomenant Mark Adam, William Decatur, R. T. Maynard i Max Nielson. Ghost Stories usà John Taverel com a nom d'autor per a "The Apparition in the Prize Ring" per a simular que la història era verdadera.